# Johann Heinrich Buttstett
Johann Heinrich Buttstett —también escrito Buttstedt o Buttstädt, (Bindersleben, 25 de abril de 1666 - Erfurt, 1 de diciembre de 1727) fue un organista y compositor barroco alemán. Aunque fue el más importante pupilo de Johann Pachelbel y uno de los mayores exponentes de la tradición organística del sur de Alemania, Buttstett es principalmente recordado por su disputa con Johann Mattheson..

## Biografía
Buttstett nació en Bindersleben (ahora parte de Erfurt) dentro de la familia Johann Henricus Buttstett, un bien formado pastor que estudiaba en la Universidad de Erfurt. Empezó a estudiar música a muy temprana edad, siendo pupilo de Pachelbel, que entonces era el organista de la Iglesia de los Predicadores (Predigerkirche) de Erfurt desde 1678. Su carrera profesional empezó en 1684 en la Iglesia Regulada de San Agustín (Reglerkirche) de Erfurt y continuó en la Iglesia de los Comerciantes (Kaufmannskirche) siempre en Erfurt, en donde trabajó hasta 1687. En ambos casos, no solo era el organista de la iglesia sino que enseña en las escuelas de las iglesias. En 1691, Buttstett sucedió a Nicolaus Vetter, que se había trasladado a Rudolstadt, como organista de la Predigerkirche (puesto que Pachelbel había dejado en 1690), permaneciendo en el puesto hasta su muerte 36 años después. 
Buttstett se casó con Martha Lämmerhirt (una prima lejana de la madre de Bach) en 1687, con la que tuvo diez hijos.
En 1716 Buttstett publicó Ut, mi, sol, re, fa, la, tota musica et harmonia aeterna, un trabajo dirigido contra el primer gran tratado de Johann Mattheson. Mattheson, que era un pensador progresista, había abrazado el naciente estilo clásico y una miscelánea de principios modernos dirigidos a ampliar el campo de la educación musical (limitado en aquel tiempo a la enseñanza de estilos de música secular francesa e italiana del siglo XVIII), mientras Buttstett pretendía defender la tradición musical del pasado: desde fundamentos básicos como el uso de la solmización , pasando por componer utilizando modos griegos hasta conceptos globales de música y armonía que venían siendo utilizados durante los siglos precedentes.
Puede considerarse que Buttstett fue de alguna forma un profesor aclamado durante sus años en la Predigerkirche, rodeándose de un círculo de pupilos, de los que el compositor más importante fue Johann Gottfried Walther.

## Obras
Aparte de una opera sacra, un fragmento de una cantata y dos misas concierto, trabajos menores en todos los casos, la obra superviviente de Buttstett consiste exclusivamente en música para teclado, que aparentemente compuso en gran cantidad. En la única colección que ha sobrevivido, Musicalische Clavier-Kunst und Vorraths-Kammer de 1713, afirma que dispone de más de mil piezas manuscritas, como fughettas, fantasías, grandes fugas y ricercares, capriccios, preludios y demás; pero además de la mencionada colección, solo dos marchas incluidas en Ut, mi, sol.. y varias docenas de preludios corales son las únicas obras para teclado que se conservan. Predeciblemente, la mayoría de las piezas muestran influencias de Pachelbel; sin embargo, numerosos signos indican que Buttstett tenía más que familiaridad con la escuela de música de órgano del norte de Alemania —tanto sus composiciones libres (preludios y fantasías) como las más estrictamente formales (fugas y ricercares) incluyen largos pasajes virtuosos muy ajenos al estilo más relajado de composición de Pachelbel, pero muy similares a Dieterich Buxtehude y Nicholas Bruhns. Particularmente interesantes son los Preludio y capriccio en re menor de su Musicalische Clavier-Kunst: el preludio empieza con un largo pasaje monofónico con una sola línea vocal, completado con pausas, exclamaciones con una sola notay figuras virtuosísticas, y el capriccio tiene forma de fuga, desarrollando sujeto de parecida complejidad, escrito en fusas y semicorcheas (y relacionado con el preludio). 

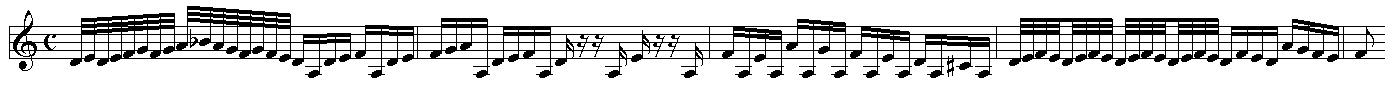

La colección Musicalische Clavier-Kunst contiene también unas cuantas suites de danza de obvia influencia francesa y de alguna forma diferentes de la típica suite alemana de la ´época. 

Una fuga particularmente interesantes de Buttstett se encuentra en la así llamada Manuscrito de Andreas Bach , que muestra un ejemplo extremo de un sujeto que incluye una repercusión, con un intervalo de séptima disminuida.  
La repercusión se utiliza también a lo largo de la fuga, a veces aplicada a acordes en las dos manos.
También incluye alguna de sus composiciones uno de los dos manuscritos de la mano de Johann Christoph Bach, el cantor de Gehren, que se conservan en la Universidad de Yale.

## Grabaciones (selección)
- Johann Heinrich Buttstett - interpretado por Helga Schauerte-Maubouet con el órgano Silbermann de Rötha (Syrius,141334), 1998